# Barnes Wallis
Barnes Wallis Neville (26. září 1887 – 30. října 1979) byl britský vědec a vynálezce. Nejznámějším jeho vynálezem je tzv. skákací bomba, kterou poprvé využilo britské válečné letectvo za 2. světové války při tzv. Operaci Chastise (útok na vodní nádrž na řece Eder). Příběh skákací bomby zachycuje film The Dam Busters z roku 1955, Wallise v ní představuje Michael Redgrave
K jeho dalším vynálezům patří seizmická bomba a tzv. geodetické konstrukce britských letounů. Zkonstruoval například bombardér Vickers Wellington. Dalším významným počinem byla konstrukce superbomby Tallboy, 5,5 tuny těžké a 6,5 metru dlouhé bomby, schopné proniknout i k těm nejlépe chráněným cílům. Po jejím úspěšném použití v roce 1944 následovala "plná" verze této seizmické bomby o váze 10 tun a délce 8 metrů, která dostala název Grand Slam a poprvé byla nasazena 14. března 1945 ke zničení železničního viaduktu Bielefeld.
V anketě 100 největších Britů z roku 2002 obsadil 95. místo.